# Despetal
Despetal var en kommune i det centrale Tyskland, beliggende under Landkreis Hildesheim i den sydlige del af delstaten Niedersachsen. Kommunen blev nedlagt d. 1. november 2016 og er nu en del af amtet (Samtgemeinde) Gronau .

## Geografi
Despetal lå sydvest for Hildesheim og vest for Gronau mellem naturparkerne Naturpark Weserbergland Schaumburg-Hameln mod vest og lidt længere væk mod øst, Harzen . Nordøst for kommunen lå Gemeinde Hildesheimer Wald og højdedraget Sieben Berge lå mod syd.

### Inddeling
I kommunen indeholdt tre landsbyer:
- Barfelde
- Eitzum
- Nienstedt